# Anna Marie Bádenská
Anna Marie Bádenská (22. května 1562 – 25. dubna 1583, Třeboň) byla bádenská markraběnka. Stala se třetí manželkou významného českého šlechtice a politika Viléma z Rožmberka.

## Život

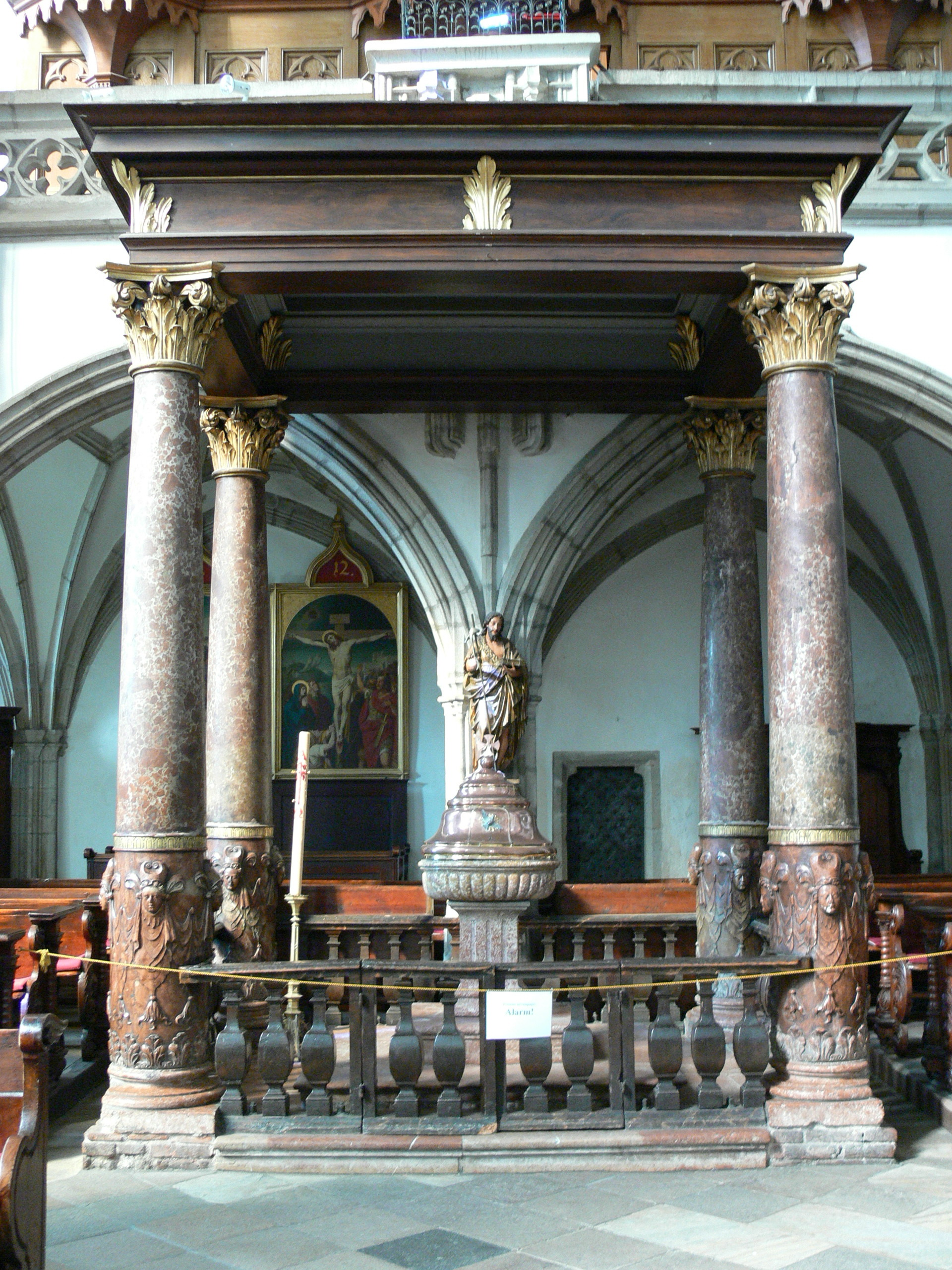
Sloupy z původního mauzolea v kostele sv. Víta v Českém Krumlově, ve kterém byla pohřbena Anna Marie a Vilém z Rožmberka.

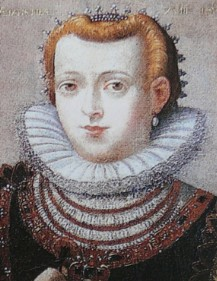
Anna Marie Bádenská – třetí manželka Viléma z Rožmberka

Narodila se jako dcera bádenského markraběte Filiberta a jeho manželky Mechtyldy Bavorské. Měla tři sourozence, sestry Jakubu a Marii Salome a bratra Filipa., který byl vládnoucím markrabětem. Anna Marie brzy osiřela a byla vychovávána u mnichovského dvora vévody Albrechta V. z rodu Wittelsbachů.

### Sňatek
Mladičká, patnáctiletá Anna Marie dostala nabídku k sňatku od Viléma z Rožmberka, jednoho z nejmocnějších českých šlechticů a politiků Habsburské monarchie.
Vilém byl před sňatkem s Annou Marií čtrnáct let vdovcem po své druhé manželce Žofii Braniborské. Jelikož však neměl ze předchozích manželství, stejně jako jeho bratr Petr Vok, žádného potomka, rozhodl se uzavřít třetí sňatek. Přesto, že na rozdíl od předchozích dvou Vilémových manželek byla Anna Marie katolička, nesetkal se výběr s porozuměním panovnického rodu, kteří se obávali zkomplikování mezinárodních vztahů středoevropské monarchie.
Díky diplomatické podpoře Ferdinanda Tyrolského se však sňatek mohl uskutečnit. Dne 23. srpna 1577 byla uzavřena svatební smlouva a nevěsta do manželství přinesla věno 10 000 zlatých tolarů a výbavu. Jelikož byla sirotek, odehrála se svatba 27. ledna 1578 v Českém Krumlově. Snoubence oddával pražský arcibiskup Antonín Brus z Mohelnice. Rožmberkové se tímto sňatkem stali příbuznými panovnické dynastie Wittelsbachů.

Třetí sňatek Viléma z Rožmberka nalezl svůj ohlas i v soudobé literární produkci.
| „              | Když Kateřina a Žofie zemřely, nastal den smutku — zato šťastný je den, který Annu vám dal. Marie Anna vám přinese důstojnost věrnou svou láskou, s Marií Annou vás dnes manželstvím spojuje Bůh! Stále ať láska vám vzkvétá, též věrnost, potomstvo četné! Rakousy s bavorskou zemí, Bádensko s Růží se spoj! | “ |
| — Abrahám Böck | |   |

Sňatek, ale i předpokládané naplnění touhy po očekávaném dědici se projevilo v nové renesanční malířské výzdobě jedné z komnat českokrumlovského zámku malíř Gabriel de Blonde.
Ani z tohoto manželství se však Vilém nedočkal potomka. Jeho třetí žena zemřela v necelých 21 letech 25. dubna 1583 a 3. května byla pohřbena v nové hrobce v krumlovském kostele sv. Víta. Přestože mezi smrtí a pohřbem uplynula jen krátká doba, zúčastnil se pohřbu i její bratr Filip II. s manželkou.

### Závěr života
Anna Marie Bádenská zemřela po delší zhoubné nemoci na jaře 1583 ve svých jednadvaceti letech. Je pohřbena v kostele sv. Víta v Českém Krumlově společně se svým manželem, který ji následoval roku 1592. Do dnešních dnů se zachovala mramorová náhrobní deska.
O necelé čtyři roky později v lednu roku 1587 se Vilém oženil počtvrté. Jeho čtvrtou a poslední manželkou byla významná šlechtična Polyxena z Pernštejna. Oddávajícím v pražské katedrále sv. Víta byl arcibiskup Martin Medek z Mohelnice. Svatebních oslav v Rožmberském paláci na Pražském hradě se účastnily stovky domácích i zahraničních hostů a zahájení byl přítomen sám císař Rudolf II. Hostina svou okázalostí připomínala královskou svatbu.